# Kuštau
Kuštau je izolovaná hora – šichan, která se nachází nedaleko města Sterlitamak v ruské republice Baškortostán. Hora je útesem starověkého tropického moře z období permu, které vzniklo před více než 230 miliony let.

## Spor o těžbu
V roce 2018 se měl z Kuštau stát lom pro těžbu křídy. Soukromá společnost Башкирская содовая компания (BSK), výrobce jedlé sody, měla zájem koupit práva na těžbu, proti čemuž protestovala skupina místních ekoaktivistů.
Navzdory pobouření baškirské veřejnosti převedl Radij Chabirov, který vede Baškortostán, na zmíněnou společnost práva těžby převedl.
Po dlouhém vyjednávání mezi místními aktivisty a úřady však v roce 2020 úřady těžební plány pozastavily. Vyzvaly strany ke kompromisu a kvůli ochraně přírody nabídly plán na vyhlášení Kuštau jako národní rezervace.
Na území Baškortostánu byly původně čtyři šichany: Šachtau, Toratau a Juraktau. Šichan Šachtau však byl kompletně zničen těžbou vápence, která byla zahájena v 50. letech 20. století. Těžbu prováděla rovněž společnost BSK.